# Stade Albéric Richards
Das Stade Albéric Richards ist ein Fußballstadion mit Leichtathletikanlage liegt im Stadtviertel Sandy-Ground des französischen Überseegebietes Saint-Martin. Es ist das Hauptstadion des französischen Teils der Antilleninsel St. Martin und bietet 2500 Plätze. 2017 wurde die Anlage vom Hurrikan Irma verwüstet. Der Rasen ist lückenhaft und von Unkraut überwuchert. Das Dach ist eingestürzt und nur noch teilweise vorhanden. Seitdem hat sich am schlechten Zustand wenig getan.